# Альварадо, Хосе Альфонсо
Хосе Альфонсо Альварадо Перес (исп. José Alfonso Alvarado Pérez; род. 15 марта 2000, Гуасаве, Синалоа) — мексиканский футболист, нападающий клуба «Монтеррей».

## Клубная карьера
Альварадо — воспитанник клуба «Монтеррей». 23 августа 2018 года в матче против Лобос БУАП он дебютировал в мексиканской Примере. В 2021 году в поединке против «Хуарес» Хосе забил свой первый гол за «Монтеррей». В том же году игрок помог команде выиграть Лигу чемпионов КОНКАКАФ. Летом 2022 года Альварадо на правах аренды перешёл в «Леон». 4 июля в матче против «Атлетико Сан-Луис» он дебютировал за новую команду. 3 октября в поединке против «Тихуаны» Хосе забил свой первый гол за «Леон». По окончании аренды клуб выкупил трансфер игрока. В 2023 году он во второй раз стал победителем Лиги чемпионов КОНКАКАФ.
В начале 2025 года Альварадо вернулся в «Монтеррей».

## Международная карьера
В 2017 году в составе юношеской сборной Мексики Альварадо выиграл юношеский чемпионат КОНКАКАФ в Панаме. На турнире он сыграл в матчах против команд Панамы и дважды США.

## Достижения
Клубные
 «Монтеррей»
- Победитель Лиги чемпионов КОНКАКАФ — 2021

 «Леон»
- Победитель Лиги чемпионов КОНКАКАФ — 2023

Международные
 Мексика (до 17)
- Победитель Юношеского чемпионат КОНКАКАФ — 2017